# Nienke de Kleuver
Nienke de Kleuver (16 februari 1985) is een Nederlands korfbalster. Ze speelt voor ROG uit Groningen.

## Clubs
- DOS'46
- ROG

## Prijzenkast
- Nederlands Kampioen Junioren (zaal) 1X, 2001/2002
- Nederlands Kampioen (zaal) 1X, 2008/09
- Europa Cup 1X, 2008